# Grand Prix-wegrace van Tsjecho-Slowakije 1974
De Grand Prix-wegrace van Tsjecho-Slowakije 1974 was de tiende race van het wereldkampioenschap wegrace-seizoen 1974. De race werd verreden op 25 juli 1974 op de Masaryk-Ring nabij Brno. Voor de 500cc-klasse en de zijspanklasse was het de laatste race van het seizoen. In de zijspanklasse, de 250cc-klasse, de 125 cc-klasse en de 50cc-klasse werd de wereldtitel hier beslist.

## 500 cc
Hoewel de wereldtitel al beslist was, werd er in Tsjecho-Slowakije tussen Teuvo Länsivuori en Gianfranco Bonera nog wel gestreden om de tweede plaats in de ranglijst. De twee laatste GP's (Joegoslavië en Spanje) hadden doordat het maximum van 10 races was bereikt geen 500cc-klasse. Giacomo Agostini was voldoende hersteld om in Brno te starten, maar niet fit genoeg om indruk te kunnen maken. Hij werd slechts zesde. Phil Read leidde de race van start tot finish, maar de aandacht ging uiteraard uit naar Bonera en Länsivuori. Bonera had een slechte start en moest zich naar voren knokken, maar met een nieuw ronderecord lukte het hem om Länsivuori, die toen nog tweede was, te bereiken. Samen liepen ze zelfs nog in op Read, die het duidelijk rustig aan deed. Op de finish lag Bonera 1 seconde achter Read, maar 10 seconden voor Länsivuori.

### Uitslag 500 cc
| Pos | Coureur             | Merk            | Tijd       | Punten |
| --- | ------------------- | --------------- | ---------- | ------ |
| 1   | Phil Read           | MV Agusta       | 55' 16" 8  | 15     |
| 2   | Gianfranco Bonera   | MV Agusta       | +0" 8      | 12     |
| 3   | Teuvo Länsivuori    | Yamaha          | +10" 6     | 10     |
| 4   | Barry Sheene        | Suzuki          | +1' 30" 5  | 8      |
| 5   | Dieter Braun        | Yamaha          | +1' 57" 4  | 6      |
| 6   | Giacomo Agostini    | Yamaha          | +2' 17" 7  | 5      |
| 7   | Jack Findlay        | Suzuki          | +2' 27" 7  | 4      |
| 8   | Michel Rougerie     | Harley-Davidson | +2' 51" 4  | 3      |
| 9   | Pentti Korhonen     | Yamaha          | +2' 51" 4  | 2      |
| 10  | Chas Mortimer       | Yamaha          | +3' 39" 3  | 1      |
| 11  | Víctor Palomo       | Yamaha          | +3' 46" 9  |        |
| 12  | Olivier Chevallier  | Yamaha          | +3' 48" 3  |        |
| 13  | Billie Nelson       | Yamaha          | +4' 15" 8  |        |
| 14  | Jean-Paul Boinet    | Yamaha          | +5' 04" 28 |        |
| 15  | Peter Baláž         | Jawa            | +5' 15" 25 |        |
| 16  | Tom Herron          | Yamaha          | +5' 15" 28 |        |
| 17  | Karl Auer           | Yamaha          | +1 ronde   |        |
| 18  | Alfred Bajohr       | König           | +1 ronde   |        |
| 19  | Géza Repitz         | Yamaha          | +1 ronde   |        |
| 20  | Helmut Kassner      | Yamaha          | +1 ronde   |        |
| 21  | René Hordelalay     | Yamaha          | +7 ronden  |        |
| 22  | Ulrich Graf         | Jawa            | +8 ronden  |        |
| 23  | Christian Bourgeois | Yamaha          | +10 ronden |        |
| DNF | János Drapál        | Yamaha          |            |        |
| DNF | Paul Smart          | Suzuki          | val        |        |
| DNF | Paul Eickelberg     | König           |            |        |
| DNF | Vic Soussan         | Yamaha          | val        |        |
| DNF | Bo Granath          | Husqvarna       | val        |        |
| DNF | Walter Villa        | Harley-Davidson |            |        |
| DNF | Bohumil Staša       | ČZ              |            |        |
| DNF | Alex George         | Yamaha          | val        |        |
| DNF | John Dodds          | Yamaha          | val        |        |
| DNF | Romeo de Martin     | Yamaha          |            |        |
| DNF | Jiři Král           | Jawa            |            |        |
| DNF | Jan Novotny         | Jawa            |            |        |
| DNF | Rudolf Duba         | Jawa            |            |        |
| DNF | Kaarlo Koivuniemi   | Kawasaki        |            |        |
| DNF | Patrick Pons        | Yamaha          | val        |        |
| DNF | Michail Vašiček     | Jawa            |            |        |
| DNQ | Giorgio Gatti       | Yamaha          |            |        |
| DNQ | Jérôme van Haeltert | Yamaha          |            |        |

## 250 cc
Hoewel Takazumi Katayama in Tsjecho-Slowakije een speciaal geprepareerde Yamaha kreeg om Walter Villa van de wereldtitel af te houden, kon hij de Harley-Davidson RR 250 van Villa met geen mogelijkheid bijhouden. Walter Villa reed probleemloos van start tot finish aan de leiding en werd wereldkampioen 250 cc. Katayama werd tweede en Dieter Braun stelde de massaal opgekomen Oost-Duitse fans enigszins teleur door slechts derde te worden.

### Uitslag 250 cc
| Pos. | Coureur             | Merk            | Tijd      | Punten |
| ---- | ------------------- | --------------- | --------- | ------ |
| 1    | Walter Villa        | Harley-Davidson | 48' 15" 7 | 15     |
| 2    | Takazumi Katayama   | Yamaha          | +10" 2    | 12     |
| 3    | Dieter Braun        | Yamaha          | +34" 2    | 10     |
| 4    | Bruno Kneubühler    | Yamaha          | +37" 0    | 8      |
| 5    | Patrick Pons        | Yamaha          | +49" 4    | 6      |
| 6    | Kent Andersson      | Yamaha          | +1' 13" 3 | 5      |
| 7    | John Dodds          | Yamaha          | +1' 17" 2 | 4      |
| 8    | Chas Mortimer       | Maxton-Yamaha   | +1' 17" 3 | 3      |
| 9    | Thierry Tchernine   | Yamaha          | +1' 26" 8 | 2      |
| 10   | Víctor Palomo       | Yamaha          | +2' 25" 8 | 1      |
| 11   | Jean-Paul Boinet    | Yamaha          |           |        |
| 12   | Vic Soussan         | Yamaha          |           |        |
| 13   | Fosco Giansanti     | Yamaha          |           |        |
| 14   | Rolf Minhoff        | Maico           |           |        |
| 15   | Peter Baláž         | Yamaha          |           |        |
| 16   | Bo Granath          | Yamaha          |           |        |
| 17   | János Reisz         | Yamaha          |           |        |
| 18   | Bohumil Staša       | Jawa            |           |        |
| 19   | Romeo de Martin     | Yamaha          |           |        |
| 20   | Helmut Kassner      | Yamaha          |           |        |
| 21   | René Hordelalay     | Yamaha          |           |        |
| 22   | Stanislav Klátil    | Jawa            |           |        |
| 23   | Oldřich Kába        | Jawa            |           |        |
| 24   | Karel Chaloupka     | Jawa            |           |        |
| 25   | Zbynĕk Havrda       | Jawa            |           |        |
| 26   | Jiři Král           | Jawa            |           |        |
| 27   | Boet van Dulmen     | MZ              |           |        |
| DNF  | Leif Gustafsson     | Yamaha          |           |        |
| DNF  | Paolo Pileri        | Yamaha          | val       |        |
| DNF  | Olivier Chevallier  | Yamaha          | val       |        |
| DNF  | Michel Rougerie     | Harley-Davidson | val       |        |
| DNF  | Stefan Dörflinger   | Yamaha          |           |        |
| DNF  | Harald Bartol       | Yamaha          |           |        |
| DNF  | Christian Bourgeois | Yamaha          |           |        |
| DNF  | János Drapál        | Yamaha          |           |        |
| DNF  | Jürgen Lenk         | Jawa            |           |        |
| DNF  | Jan Novotny         | Jawa            |           |        |
| DNF  | Pavel Vašiček       | Jawa            |           |        |
| DNF  | Josef Bareš         | Jawa            |           |        |
| DNF  | Emanuel Quirenz     | Yamaha          |           |        |
| DNQ  | Karl Auer           | Yamaha          |           |        |
| DNQ  | Istvan Holmar       | Yamaha          |           |        |

## 125 cc
Voor de start van de 125cc-race in Brno stonden teameigenaar Giancarlo Morbidelli en technicus Jorg Möller in het rennerskwartier te wachten op de ambulance die Paolo Pileri terug zou brengen, nadat hij in de 250cc-race gevallen was. Pileri stond intussen bij de uitgang van het rennerskwartier op zijn 125cc-machine te wachten. Toen het misverstand was opgehelderd kon Pileri, die als snelste getraind had, zijn plaats op de eerste startrij innemen. Pileri was kennelijk niet onder de indruk van zijn val, want hij leidde de bijna de hele race, waarbij hij per ronde enkele meters wegliep van Kent Andersson. Tot de laatste ronde, toen de Morbidelli waarschijnlijk een vastloper kreeg vlak voor de finish. Andersson kon daardoor winnen, maar Pileri stepte de machine over de streep, nét voordat hij door Otello Buscherini zou worden ingehaald. Kent Andersson werd in Tsjecho-Slowakije wereldkampioen 125 cc.

### Uitslag 125 cc
| Pos. | Coureur            | Merk               | Tijd      | Punten |
| ---- | ------------------ | ------------------ | --------- | ------ |
| 1    | Kent Andersson     | Yamaha             | 39' 31" 9 | 15     |
| 2    | Paolo Pileri       | Morbidelli         | +30" 4    | 12     |
| 3    | Otello Buscherini  | Malanca            | +30" 8    | 10     |
| 4    | Gert Bender        | Bender             | +1' 11" 6 | 8      |
| 5    | Bruno Kneubühler   | Yamaha             | +1' 11" 9 | 6      |
| 6    | Jürgen Lenk        | MZ                 | +2' 39" 7 | 5      |
| 7    | Thierry Tchernine  | Yamaha             | +2' 48" 6 | 4      |
| 8    | Harald Bartol      | Suzuki             | +3' 20" 3 | 3      |
| 9    | Pentti Salonen     | Yamaha             | +3' 59" 9 | 2      |
| 10   | Rudolf Weiss       | Maico              | +4' 19" 6 | 1      |
| 11   | Matti Kinnunen     | Maico              |           |        |
| 12   | Peter Frohnmeyer   | Maico              |           |        |
| 13   | Luigi Rinaudo      | Yamaha             |           |        |
| 14   | Zdenĕk Zidlik      | MZ                 |           |        |
| 15   | János Reisz        | Maico              |           |        |
| 16   | Ángel Nieto        | Derbi              |           |        |
| 17   | Istvan Holmar      | MZ                 | +1 ronde  |        |
| 18   | Günter Maussner    | Maico              |           |        |
| 19   | Bohuslav Vaňous    | VAB                |           |        |
| 20   | Břetislav Herman   | Jawa               |           |        |
| 21   | Karel Sedláček     | MZ                 |           |        |
| DNF  | Leif Gustafsson    | Maico              | val       |        |
| DNF  | Herbert Rittberger | Yamaha             | val       |        |
| DNF  | Hans-Jürgen Hummel | Yamaha             | val       |        |
| DNF  | Henk van Kessel    | Bridgestone-Yamaha |           |        |
| DNF  | Bedřich Fenrich    | Ravo               |           |        |
| DNF  | Bohumil Staša      | Jawa               |           |        |
| DNF  | Géza Repitz        | MZ                 |           |        |
| DNF  | Zbynĕk Havrda      | Ravo               |           |        |
| DNF  | Benjamin Laurent   | Yamaha             |           |        |
| DNF  | Kamil Hrušecky     | Hykati             |           |        |
| DNF  | Morislav Pĕnkava   | Jawa               |           |        |
| DNF  | Aldo Pero          | Carem              |           |        |
| DNF  | Benjamín Grau      | Derbi              | val       |        |
| DNS  | Rolf Minhoff       | Maico              |           |        |
| DNS  | Hans Kroismayr     | Maico              |           |        |
| DNQ  | Rolf Blatter       | Maico              |           |        |
| DNQ  | Günter Schirnhofer | Suzuki             |           |        |
| DNQ  | Oldřich Kába       | Jawa               |           |        |
| DNQ  | Karel Gaber        | Maico              |           |        |
| DNQ  | Jan Barták         | Jawa               |           |        |

## 50 cc
In de 50cc-race leidde Henk van Kessel de race van start tot finish, maar hij riskeerde diskwalificatie door met beide armen in de lucht over de finish te gaan. Niemand protesteerde echter en zo werd hij de nieuwe wereldkampioen in de 50cc-klasse. Achter hem vochten Julien van Zeebroeck en Gerhard Thurow om de tweede plaats, tot Thurow een foutje maakte en van Zeebroeck moest laten gaan. Gerhard Thurow werd wel derde.

### Uitslag 50 cc
| Pos. | Coureur              | Merk              | Tijd      | Punten |
| ---- | -------------------- | ----------------- | --------- | ------ |
| 1    | Henk van Kessel      | Van Veen-Kreidler | 38' 46" 5 | 15     |
| 2    | Julien van Zeebroeck | Van Veen-Kreidler | +19" 1    | 12     |
| 3    | Gerhard Thurow       | Kreidler          | +43" 1    | 10     |
| 4    | Hans-Jürgen Hummel   | Kreidler          | +49" 7    | 8      |
| 5    | Herbert Rittberger   | Kreidler          | +51" 8    | 6      |
| 6    | Theo Timmer          | Jamathi           | +1' 14" 0 | 5      |
| 7    | Rudolf Kunz          | Kreidler          | +2' 17" 9 | 4      |
| 8    | Jan Huberts          | Kreidler          | +2' 40" 4 | 3      |
| 9    | Harald Bartol        | Kreidler          | +3' 26" 2 | 2      |
| 10   | Rolf Blatter         | Kreidler          | +3' 26" 7 | 1      |
| 11   | Wilhelm Werner       | Kreidler          |           |        |
| 12   | Pentti Salonen       | Tunturi-Puch      |           |        |
| 13   | Aldo Pero            | Ringhini          |           |        |
| 14   | Luigi Rinaudo        | Tomos             |           |        |
| 15   | Bedřich Fenrich      | Tatran            |           |        |
| 16   | Boris Bajc           | Kreidler          |           |        |
| 17   | František Kročka     | Tatran            |           |        |
| 18   | Rostislav Antoš      | Kreidler          |           |        |
| 19   | Jérôme van Haeltert  | Kreidler          |           |        |
| 20   | Eduard Klimek        | Kreidler          |           |        |
| 21   | Günter Maussner      | Kreidler          |           |        |
| DNF  | Ulrich Graf          | Kreidler          |           |        |
| DNF  | Stefan Dörflinger    | Kreidler          |           |        |
| DNF  | Norbert Peschke      | Kreidler          |           |        |
| DNF  | Günter Schirnhofer   | Kreidler          |           |        |
| DNF  | František Zohn       | Tatran            |           |        |
| DNF  | Jiři Safránek        | Ahra              |           |        |
| DNF  | Zbynĕk Havrda        | Ahra              |           |        |
| DNF  | Otto Krmiček         | Tatran            |           |        |
| DNQ  | Peter Frohnmeyer     | Kreidler          |           |        |
| DNQ  | Matti Kinnunen       | Kreidler          |           |        |

## Zijspanklasse
Tsjecho-Slowakije was de laatste Grand Prix voor de zijspannen en hier zou dus ook de wereldtitel beslist worden. Er waren nog vier kanshebbers: Klaus Enders (die aan een tweede plaats genoeg had), Siegfried Schauzu, Werner Schwärzel, en Rolf Steinhausen. Die laatste moest al snel opgeven door een slippende koppeling. Enders stelde zich tevreden met het volgen van Schwärzel en gunde hem kennelijk de overwinning. Niemand kon deze twee combinaties volgen. Schauzu moest vechten om de derde plaats met de Zwitserse combinatie Willy Meier/Hansueli Gehrig (König), maar wisten dit gevecht toch te winnen. Klaus Enders en Ralf Engelhardt mochten zich voor de zesde keer wereldkampioen noemen.

### Uitslag zijspanklasse
| Pos | Coureur           | Bakkenist        | Merk  | Tijd      | Punten    |
| --- | ----------------- | ---------------- | ----- | --------- | --------- |
| 1   | Werner Schwärzel  | Karl-Heinz Kleis | König | 44' 34" 7 | 15        |
| 2   | Klaus Enders      | Ralf Engelhardt  | BMW   | +0" 1     | 12        |
| 3   | Siegfried Schauzu | Wolfgang Kalauch | BMW   | +2' 58" 2 | 10        |
| 4   | Willy Meier       | Hansueli Gehrig  | König | +3' 19" 6 | 8         |
| 5   | Otto Haller       | Erich Haselbeck  | BMW   | +3' 25" 5 | 6         |
| 6   | Gustav Pape       | Franz Kallenberg | König |           | 5         |
| 7   | Siegfried Maier   | Gerhard Lehmann  | BMW   |           | 4         |
| 8   | Helmut Schilling  | Günter Maier     | BMW   |           | 3         |
| 9   | Willy Emrich      | Norbert Wild     | BMW   |           | 2         |
| 10  | Karl Venus        | Rainer Gundel    | König |           | 1         |
| DNF | Rolf Steinhausen  | Josef Huber      | König | koppeling | koppeling |

1928 · 1929 · 1950 · 1951 · 1952 · 1954 · 1955 · 1956 · 1957 · 1958 · 1959 · 1960 · 1961 · 1962 · 1963 · 1964 · 1965 · 1966 · 1967 · 1968 · 1969 · 1970 · 1971 · 1972 · 1973 · 1974 · 1975 · 1976 · 1977 · 1978 · 1979 · 1980 · 1981 · 1982 · 1983 · 1984 · 1985 · 1986 · 1987 · 1988 · 1989 · 1990 · 1991